# Franck Vigroux
Franck Vigroux est un artiste français, il travaille principalement dans les domaines de la musique électronique, de la musique contemporaine et du spectacle vivant.

## Biographie
À partir de 2003 il produit des projets musicaux entre cut-up, improvisation et composition, il y réunira les musiciens Marc Ducret, Bruno Chevillon, Michel Blanc et Hélène Breschand. D'un univers proche de la musique électroacoustique il s'approche peu à peu du live électronique et de l'électronique noise. Il se produit sur scène comme guitariste jusqu'en 2010, puis délaissera peu à peu cet instrument à part une brève parenthèse avec l'album Ciment (2014). Il se produira également avec des musiciens tels Elliott Sharp, (Zeena Parkins), (Joey Baron) (Ellery Eskelin) (Mika Vainio) (Reinhold Friedl) et bien d'autres. Il collabore avec des comédiens et des écrivains tels Kenji Siratori, Laurent Gaudé , Philippe Maone, Michel Simonot ou Jean-Marc Bourg. Sa pièce radiophonique D503 réalisé pour France Culture à partir du roman de Zamiatine "D-503" représente Radio France au Prix Italia 2011. En 2007 il réalise un film Dust, utilisant divers procédés du cinéma expérimental.
En 2009, il est lauréat du programme « La Villa Médicis hors les murs » à New York il rencontre le chanteur Ben Miller d'où naîtra le duo Transistor. À partir de 2010 il démarre une période prolifique entre projets musicaux (avec l'ensemble Ars nova ), théâtre musical ou formes hybrides: "Un sang d'encre" avec Marc Ducret, Septembres de Philippe Malone, "Nous autres ?" et "Tempest" avec Antoine Schmitt ou encore Racloir avec Alexis Forestier (autour de textes de Heiner Müller). À partir de 2013 il met en scène des spectacles : Aucun lieu, Ruines, Flesh, Forêt,   début d'une collaboration prolifique avec l'artiste video Kurt d'Haeseleer avec lequel il crée par ailleurs Centaure (2016), H (2018) The Island 2020. Une autre collaboration prolifique s'instaure à partir 2012 avec l'artiste numérique et  plasticien Antoine Schmitt, ils créeront ainsi  les concerts audiovisuels Tempest (2012), Chronostasis (2018) puis Atotal en 2021.

## Discographie
Albums
- 2007 : Data 451 (Supersonic Riverside Blues) DAC Records
- 2009 : Récolte DAC Records
- 2010 : Camera Police DAC Records
- 2012 : We, Nous autres (D'autres Cordes)
- 2014 : Ciment DAC Records
- 2014 : Centaure, solo, (Cosmo Rhythmatic)
- 2016 : Rapport sur le désordre (DAC Records)
- 2017 Barricades (Erototox)
- 2018 Ignis (Cosmo Rhythmatic) avec Mika Mika Vainio
- 2018 Désastres EP (Jezgro)
- 2019 Totem (Aesthetical)
- 2019 Théorème EP (DAC Records)
- 2020 Ballades sur lac gelé LP Raster Media
- 2020 Tension 20' to 2020 (Matière Mémoire)
- 2021 Matériaux 30' (Erototox Decodings)
- 2022 Atotal LP (Aestetical)
- 2022 Magnetoscope (Raster Media)
- 2024 Grand Bal (Aesthetical)

Collaborations
- 2005 : Triste Lilas avec Marc Ducret, Hélène Breschand, Bruno Chevillon, Michel Blanc
- 2004 : Cos la machina (Push The Triangle) avec Médéric Collignon, Stéphane Payen, Michel Blanc
- 2006 : Hums de terre avec Elliott Sharp (Signature Radio France)
- 2007 : Pituitary Desert, avec Kenji Siratori
- 2008 : Me Madam avec Matthew Bourne DAC Records
- 2010 : Venice dal Vivo, avec Joey Baron, Bruno Chevillon, Elliott Sharp
- 2010 : Broken Circles live, avec l'ensemble Ars Nova, Marc Ducret, Matthew Bourne
- 2010 : live, avec Rodolphe Loubatière
- 2012 : Transistor avec Ben Miller DAC Records
- 2013 : Transistor: The din of eons DAC Records
- 2015 : Peau froide, léger soleil, avec Mika Vainio (Cosmo Rhythmatic)
- 2016 : Tobel II , avec Reinhold Friedl (Monotype Rec)
- 2020 Noizzze de Phill Niblock avec Ire ensemble (Matière Mémoire)

## Filmographie
- "Dust" Franck Vigroux, 2007, DVD Cœur-ô-cœur (D'autres Cordes records)
- "Entrailles" Grégory Robin, 2013, DVD (D'Autres Cordes records)
- "Transistor" Grégory Robin 2015

## Spectacles
- Aucun Lieu (2013)avec Kurt d'Haeseleer, Azusa Takeuchi, Myriam Gourfink, Michel Simonot
- Racloir (2015) avec Alexis Forestier
- Ruines (2016) avec Félicie d’Estienne d’Orves, Ben Miller, Kurt d'Haeseleer, Azusa Takeuchi, Michel Simonot
- Flesh (2018) avec Kurt d'Haeseleer, Azusa Takeuchi, Myriam Gourfink, Céline Debyser, Michel Simonot
- Forêt (2021) avec Kurt d'Haeseleer, Azusa Takeuchi, Antoine Schmitt
- Chutes (2023) Opéra électronique avec Loïc Varanguien de Villepin (sopranista)